# Hugh Trevor-Roper
Hugh Redwald Trevor-Roper, Barão Dacre de Glanton (15 de janeiro de 1914 — 26 de janeiro de 2003) foi um historiador britânico especializado em Grã-Bretanha Moderna e Alemanha Nazi. Foi Regius Professor de História Moderna na Universidade de Oxford. Foi feito par vitalício em 1979, por recomendação da primeira-ministra Margaret Thatcher, escolhendo o título de Barão Dacre de Glanton.
Trevor-Roper era um polemista e ensaísta sobre uma ampla gama de tópicos históricos, mas particularmente sobre a Inglaterra nos séculos XVI e XVII e a Alemanha Nazista. Seus ensaios estabeleceram sua reputação como estudioso que poderia definir sucintamente controvérsias historiográficas. Na visão de John Kenyon, "alguns dos pequenos ensaios [de Trevor-Roper] afetaram a maneira como pensamos sobre o passado mais do que os livros de outros homens". Por outro lado, um biógrafo escreveu que a marca de um grande historiador é escrever grandes livros sobre o assunto que ele próprio criou. Por este padrão exigente, Hugh falhou.
Seu livro mais lido e de maior sucesso, The Last Days of Hitler (1947), surgiu de sua missão como oficial da inteligência britânica em 1945 para descobrir o que aconteceu nos últimos dias de Hitler em seu bunker. De suas entrevistas com uma série de testemunhas e estudos de documentos que sobreviveram, demonstrou que Hitler estava morto e não escapara de Berlim. Também mostrou que a ditadura de Hitler não era uma máquina unificada eficiente, mas uma miscelânea de rivalidades sobrepostas. Sua reputação foi "severamente danificada" em 1983, quando autenticou os Diários de Hitler pouco antes de serem considerados falsificados.

## Infância e educação
Trevor-Roper nasceu em Glanton, Northumberland, Inglaterra, filho de Kathleen Elizabeth Davidson (falecida em 1964) e Bertie William Edward Trevor-Roper (1885–1978), um médico. Era irmão de Patrick Trevor-Roper (que se tornou um dos principais cirurgiões do olho e ativista dos direitos gays). Foi educado na Belhaven Hill School, Charterhouse e no Christ Church, Oxford, onde estudou os primeiros clássicos (Literae Humaniores) e depois história moderna, mais tarde mudou-se para o Merton College, para se tornar um pesquisador. Enquanto em Oxford, foi membro da exclusiva Stubbs Society, e foi iniciado como maçom na Loja Apollo da Universidade.
Recebeu honra de primeira classe em Moderações Clássicas em 1934 e ganhou as bolsas Craven, Ireland e Hertford em Clássicos. Inicialmente pretendia fazer sua carreira em Estudos Clássicos, mas ficou entediado com o que considerou como os pedantes aspectos técnicos do curso de clássicos de Oxford, e mudou para História, onde também obteve honras de primeira classe em 1936. Seu primeiro livro foi uma biografia de 1940 do arcebispo William Laud, na qual ele desafiou muitas das percepções predominantes em torno de sua vida.

## Serviço militar na Segunda Guerra Mundial
Durante a Segunda Guerra Mundial, serviu como oficial no Serviço de Segurança de Rádio do Serviço Secreto de Inteligência, e depois na interceptação de mensagens do serviço de inteligência alemão, o Abwehr. No início de 1940, Trevor-Roper e E. W. B. Gill descriptografaram algumas dessas interceptações, demonstrando a relevância do material e estimulando os esforços de Bletchley Park para decifrar códigos. A inteligência de códigos da Abwehr mais tarde desempenhou um papel importante em muitas operações, incluindo o Sistema Double Cross.
Formou uma opinião modesta na maioria dos agentes da inteligência profissional pré-guerra, mas uma das mais relevantes entre os recrutas pós-1939. Em The Philby Affair, argumenta que o espião soviético Kim Philby nunca esteve em posição de minar os esforços do chefe da Inteligência Militar Alemã Abwehr, o almirante Wilhelm Canaris, de derrubar o regime nazista e negociar com o governo britânico.

## Investigando os últimos dias de Hitler
Em novembro de 1945, Trevor-Roper foi ordenado por Dick White, o então chefe da contra-inteligência no setor britânico de Berlim, para investigar as circunstâncias da morte de Adolf Hitler e refutar a propaganda soviética de que o Führer estava vivo e vivendo na região Oeste. Usando o pseudônimo de "Major Oughton", entrevistou ou preparou perguntas para vários oficiais, altos e baixos, que estiveram presentes no Führerbunker com Hitler, e que conseguiram escapar para o Ocidente, incluindo Bernd Freytag von Loringhoven.
Para a maior parte Trevor-Roper contou com investigações e entrevistas de centenas de oficiais da inteligência britânicos, americanos e canadenses. Não teve acesso a materiais soviéticos. Trabalhando rapidamente, redigiu um relatório, que serviu de base para seu livro mais famoso, The Last Days of Hitler, em que descreveu os últimos dez dias da vida do Führer, e o destino de alguns dos membros de alto escalão do círculo interno, bem como de figuras de menor importância. Transformou a evidência em uma obra literária, com humor sarcástico e drama, e foi muito influenciado pelos estilos de prosa de dois de seus historiadores favoritos, Edward Gibbon e Lord Macaulay.
O livro foi autorizado pelas autoridades britânicas em 1946 para publicação assim que os julgamentos de crimes de guerra terminassem. Foi publicado em inglês em 1947; seis edições inglesas e muitas edições em língua estrangeira apareceram posteriormente. Segundo o jornalista norte-americano Ron Rosenbaum, Trevor-Roper recebeu uma carta de Lisboa escrita em hebraico afirmando que a Gangue Stern iria assassiná-lo por The Last Days of Hitler, que consideraram retratar Hitler como uma figura "demoníaca", mas deixou os alemães comuns que seguiram o ditador fora do gancho, e por isso ele merecia morrer. Rosenbaum relata que Trevor-Roper disse a ele que esta foi a resposta mais extrema que já recebeu por um de seus livros.

## Anticomunismo
Em junho de 1950, Trevor-Roper participou de uma conferência em Berlim de intelectuais anticomunistas junto com Sidney Hook, Melvin J. Lasky, Ignazio Silone, Arthur Koestler, Raymond Aron e Franz Borkenau que resultou na fundação do Congresso de Liberdade Cultural e sua revista Encounter. Nas décadas de 1950 e 1960, era um colaborador frequente da Encounter, mas tinha reservas sobre o que considerava o tom excessivamente didático de alguns de seus colaboradores, particularmente Koestler e Borkenau.

## Obras
- Archbishop Laud, 1573–1645, 1940.
- The Last Days of Hitler, 1947 (seguidas edições revisadas até a última, em 1995)
- "The Elizabethan Aristocracy: An Anatomy Anatomized," Economic History Review (1951) 3 No 3 pp. 279–298 in JSTOR
- Secret Conversations, 1941–1944 (publicado posteriormente como Hitler's Table Talk, 1941–1944), 1953.
- Historical Essays, 1957 (publicado nos EUA em 1958 como Men and Events).
- "The General Crisis of the Seventeenth Century", Past and Present, Volume 16, 1959 pp. 31–64.
- "Hitlers Kriegsziele", in Vierteljahrshefte für Zeitsgeschichte, Volume 8, 1960 pp. 121–133, traduzido para o inglês como "Hitler's War Aims" páginas 235–250 de Aspects of the Third Reich, editado por H.W. Koch, Londres: Macmillan Ltd, 1985.
- "A. J. P. Taylor, Hitler and the War", Encounter, Volume 17, Julho de 1961 pp. 86–96.
- "E. H. Carr's Success Story", Encounter, Volume 84, No 104, 1962 pp. 69–77.
- Blitzkrieg to Defeat: Hitler's War Directives, 1939–1945, 1964, 1965.
- Essays in British history presented to Sir Keith Feiling, editado por H.R. Trevor-Roper; com um prefácio de Lord David Cecil (1964)
- The Rise of Christian Europe (série History of European Civilization), 1965.
- Hitler's Place in History, 1965.
- The Crisis of the Seventeenth Century: Religion, the Reformation, and Social Change, and Other Essays, 1967.
- The Age of Expansion, Europe and the World, 1559–1600, editado por Hugh Trevor-Roper, 1968.
- The Philby Affair: Espionage, Treason and Secret Services, 1968.
- The Romantic Movement and the Study of History: the John Coffin memorial lecture delivered before the University of London on 17 February 1969, 1969.
- The European Witch-Craze of the Sixteenth and Seventeenth Centuries, 1969
- The Plunder of the Arts in the Seventeenth Century, 1970.
- The Letters of Mercurius, 1970. (Londres: John Murray)
- Queen Elizabeth's First Historian: William Camden and the Beginning of English "Civil History", 1971.
- "Fernand Braudel, the Annales, and the Mediterranean," The Journal of Modern History Vol. 44, No. 4, Dezembro de 1972
- "Foreword" pages 9–16 from 1914: Delusion or Design The Testimony of Two German Diplomats, editado por John Röhl, 1973.
- A Hidden Life: The Enigma of Sir Edmund Backhouse (publicado nos EUA, e posteriormente em edições do Reino Unido pela Eland, como The Hermit of Peking: The Hidden Life of Sir Edmund Backhouse), 1976.
- Princes and Artists: Patronage and Ideology at Four Habsburg Courts, 1517–1633, 1976.
- History and Imagination: A Valedictory Lecture Delivered before the University of Oxford on 20 May 1980, 1980.
- Renaissance Essays, 1985.
- Catholics, Anglicans and Puritans: Seventeenth Century Essays, 1987.
- The Golden Age of Europe: From Elizabeth I to the Sun King, editado por Hugh Trevor-Roper, 1987.
- From Counter-Reformation to Glorious Revolution, 1992.
- Edward Gibbon – The Decline and Fall of the Roman Empire, vol. 1 introdução (Londres: Everyman's Library, 1993).
- Letters from Oxford: Hugh Trevor-Roper to Bernard Berenson. Editado por Richard Davenport-Hines. L.: Weidenfeld & Nicolson, 2006, ISBN 0-297-85084-9.
- Europe’s Physician: The Various Life of Sir Theodore De Mayerne, 2007, ISBN 0-300-11263-7.
- The Invention of Scotland: Myth and History, 2008, ISBN 0-300-13686-2
- History and the Enlightenment: Eighteenth Century Essays, 2010, ISBN 0-300-13934-9